# Tarache apela
Tarache apela is een vlinder uit de familie van de uilen (Noctuidae). De wetenschappelijke naam van de soort is voor het eerst voorgesteld als Acontia apela door Herbert Druce in een publicatie uit 1889.
De soort komt voor in het zuidwesten van de Verenigde Staten tot in Mexico.